# Une hirondelle a fait le printemps
Pour les articles homonymes, voir Hirondelle (homonymie).
Pour plus de détails, voir Fiche technique et Distribution.
Une hirondelle a fait le printemps est un film français réalisé par Christian Carion et sorti en 2001. Le film est inspiré d'une histoire vraie, celle d'Angélique Doucet, habitante de Châtelus dans le Vercors.

## Synopsis
Sandrine Dumez est formatrice en informatique en Île-de-France. Elle ne supporte plus sa vie et décide de se consacrer à l'agriculture. Après une formation, elle arrive dans le massif du Vercors pour s'occuper d'une ferme qu'elle veut acheter au vieux bougon Adrien. Leurs caractères vont faire des étincelles.

## Fiche technique
- Titre : Une hirondelle a fait le printemps
- Réalisation : Christian Carion
- Scénario : Christian Carion et Éric Assous
- Photographie : Antoine Héberlé
- Musique : Philippe Rombi
- Chef décorateur : Jean-Michel Simonnet
- Producteur : Christophe Rossignon
- Budget : 3.84 M€
- Genre : Comédie dramatique
- Pays d'origine :  France
- Durée : 103 minutes
- Date de sortie[2] :
  - France : 5 septembre 2001

## Distribution
- Michel Serrault : Adrien
- Mathilde Seigner : Sandrine Dumez
- Jean-Paul Roussillon : Jean
- Frédéric Pierrot : Gérard
- Marc Berman : Stéphane
- Françoise Bette : la mère de Sandrine
- Christophe Rossignon : l'exploitant
- Roland Chalosse : le barman
- Achiles Francisco Varas dell'Aquila : Barfly
- Henri Pasquale, Paul Courat, Bernard Gerland et Ramon Bertrand : les joueurs de cartes
- Grazziela Horens : la fille aux cheveux foncés
- Vincent Borei : le garçon aux cheveux foncés
- Nathalie Villard : la fille aux cheveux clairs
- Joel Paparella : le garçon aux cheveux clairs
- Stéphanie Ittel : la maîtresse d'école
- Noël Martin : le prêtre
- Christian Carion : l'homme au portable
- Mickey Dedaj : l'homme au walkman
- Yves Rochas et Eric Rochas : des éleveurs de porcs
- Joëlle Ruzin

## Production

### Tournage
Le tournage s'est déroulé lors de l'été 2000 et en janvier 2001 dans les deux départements sur lesquels le massif du Vercors est à cheval, la Drôme et l'Isère. Les principaux lieux de tournage étant Rencurel et aussi Saint-Martin-en-Vercors, Lans-en-Vercors, Autrans, Saint-Romans, Grenoble, Meylan et La Tronche.